# Stephanolepis auratus
Stephanolepis auratus és una espècie de peix de la família dels monacàntids i de l'ordre dels tetraodontiformes.

## Morfologia
- Els mascles poden assolir 28 cm de longitud total.[4]

## Hàbitat
És un peix marí, de clima tropical i demersal.

## Distribució geogràfica
Es troba des de Zanzíbar (Tanzània) fins a Knysna (Sud-àfrica).

## Observacions
És inofensiu per als humans.